# 維特峰
71°32′S 2°4′W / 71.533°S 2.067°W
維特峰（德語：Wittespitzen），是南極洲的冰原島峰，位於毛德皇后地的瑪塔公主海岸，處於斯泰因冰原島峰以西28公里，屬於阿爾曼嶺的一部分，由德國探險隊發現，現時由南極條約體系管理。